# 亀印製菓
亀印製菓株式会社（かめじるしせいか）は、茨城県に本社を置く、日本の製菓会社。本社は茨城県水戸市に所在。
前身であり、後にケイエイチ企画株式会社へ商号変更された亀印製菓株式会社（旧）についてもこの項目で扱う。

## 沿革
便宜上、1852年創業の前者を「亀印製菓株式会社（旧）」→ケイエイチ企画株式会社、2018年に設立した後者を「亀印製菓株式会社（新）」と表記する。

### 亀印製菓株式会社（旧）
1852年、漬物商「林亀吉商店」として創業。1887年から羊羹なども販売するようになり、1896年には「水戸の梅」の原型「星の梅」を販売した。戦後は製菓業に一本化し、1947年に「亀印製菓」を設立。1967年からは和菓子だけでなく、ケーキなどの洋菓子作りも始めた。
1999年、本社工場と直営店を現在の水戸市見川町に移転し、菓子の歴史や製造方法を展示した博物館併設の観光施設「お菓子夢工場」をオープンさせた。しかし、同年東海村JCO臨界事故が発生したことで、観光客が減少しオープン初年度から厳しい風にさらされることになった。2010年には茨城空港に出店した店舗の好調で業績が上向きに転じたが、翌年発生した東日本大震災で観光客の減少に見舞われた。
キャラクター商品やコラボ商品を数多く手がけており、過去にはハローキティをパッケージにあしらったケーキやコミックマーケットとのコラボ商品、オリジナルのイケメンキャラクターを打ち出したチョコレート餅「純愛つくば」、茨城県非公認ゆるキャラのねば〜る君モチーフのせんべいなどを販売した。

### 亀印製菓株式会社（新）
亀印製菓株式会社（旧）は原料費・人件費の高騰や低価格菓子の登場で経営が悪化し、一時は取引先への支払いも滞った。2018年9月25日、「株式会社見川製菓準備」が設立、同年11月1日付で「亀印製菓株式会社」に社名が変更された。過剰債務は旧会社に残す形で切り離され、新会社が亀印製菓株式会社（旧）の事業を引き継いだ。経営陣は一新され、代表取締役には工場長の脇田範一が就任した。地元金融機関などの支援のもと、事業再生に取り組み、卸売りメインの業態から路線を変更し、小売・通販部門の強化に乗り出した。
亀印製菓株式会社（旧）は、亀印製菓株式会社（新）への事業譲渡当日にケイエイチ企画株式会社へ商号変更し、本店所在地を東京都千代田区へ移転。ケイエイチ企画は2022年2月17日に東京地方裁判所から特別清算開始決定を受けた。ケイエイチ企画の負債総額は約8億円。

## 社長一覧

### 亀印製菓株式会社（旧）時代
第6代：林耕芳 
第7代：林太一（1967年 - ） - 2009年社長就任。6代社長の子。茨城県立水戸桜ノ牧高等学校卒業。

### 亀印製菓株式会社（新）時代
初代：脇田範一

## 主な商品
商品は、水戸銘菓として知られる和菓子などを中心に、その技を生かした洋菓子の製造も手掛ける。
- 水戸の梅
- 吉原殿中
- アントラーズサブレ

## エピソード
- 2018年に放送されたTBSドラマ「アンナチュラル」第4話の撮影には亀印製菓の工場が使用された。同話に登場したロールケーキ「しあわせの蜂蜜ケーキ」は実際に亀印製菓から発売されている[3][12]。